# Amegilla nigroclypeata
Amegilla nigroclypeata är en biart som beskrevs av Heinrich Friese 1909. Amegilla nigroclypeata ingår i släktet Amegilla och familjen långtungebin. Inga underarter finns listade i Catalogue of Life.